# Copil

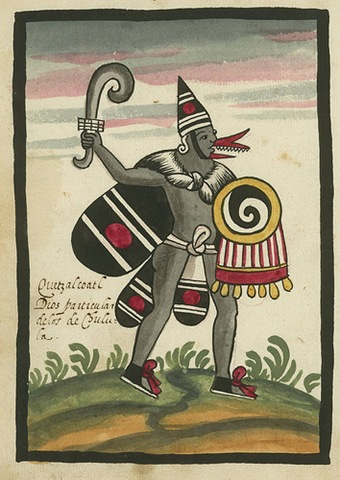
Imagen de la leyenda de copil.

Cópil o Copilli, Dentro de la mitología mexica fue el nombre de un príncipe azteca, también llamado Copil Tlaciuhque de Tezcaltepetl.
Cópil o Copilli, también es una corona de oro con plumas de quetzal que simboliza el origen real, la sangre real, la corona real que une lo terrestre con lo celeste.
Malinalxochitl (la luna, la Flor de Hierba, la influencia femenina) semidiosa hermana de Huitzitón (La encarnación del dios de la guerra que guiaba a los mexicas hacía sus tierras prometidas después de partir de su ciudad mitológica de Aztlán), tiene un hijo en Malinalco, al cual llama Copil, y al que se consideró como un gran mago, astrólogo, con grandes facultades de adivinación.
Malinalco es un lugar en donde se ubica uno de los centros ceremoniales más hermosos y significativos del Anáhuac, el centro iniciático de los 'Guerreros Ocelocuauhtli'.
Copil, a su origen, es el producto de la Hierba y de la Flor, de la sabiduría del Vientre y el Corazón, es La Corona Real, que porta las plumas, la cual es usada como parte del atuendo ceremonial de los danzantes, el origen real, la sangre real, la manifestación de un ciclo sabio de linaje matrilineal, el cual por más que se intentó abandonar sigue presente.
Copil fue muerto en combate y su corazón fue arrojado en un Tular, esparciendo su esencia que lo reúne con su Madre, y ahí florece el corazón de Copilli; su corazón se transforma en una piedra floreciente, en un hermoso nopal cuyos frutos son las tunas (corazones), en donde se manifiesta la unión de dos corrientes de agua, una azul (pureza del agua) y otra roja (sangre), agua que asciende exhortando a la reconciliación de los opuestos, el cual era requisito necesario para evolucionar. 
Copil era asociado al águila como animal emblemático solar que aludía a la valentía de los guerreros, mientras que los misioneros y conquistadores la percibían como la encarnación del bien en la lucha contra el mal, y hoy en día significa el anhelo de libertad.
- Datos: Q5787978